# Guglielmina Maria di Danimarca
Guglielmina Maria di Danimarca e Norvegia (in danese: Vilhelmine Marie; Kiel, 18 gennaio 1808 – Glücksburg, 30 maggio 1891) era la figlia più giovane di Federico VI di Danimarca e di sua moglie e cugina di primo grado Maria Sofia d'Assia-Kassel. Suo nonno paterno, Cristiano VII di Danimarca, aveva gravi problemi psicologici e, di conseguenza, suo padre aveva funto da reggente dal 1784. Due mesi dopo la sua nascita, il nonno di Guglielmina Maria morì per un aneurisma cerebrale e suo padre gli successe come re.

## Primo matrimonio
Dal momento che suo padre non aveva figli maschi sopravvissuti, Guglielmina Maria era una sposa molto desiderabile. Tra i suoi pretendenti c'era il futuro Oscar I di Svezia, della allora nuova costituita dinastia Bernadotte. Il 1º novembre 1828, a Copenaghen, Guglielmina Maria sposò il principe Federico di Danimarca, futuro re Federico VII. Il fidanzamento era stato reso ufficiale nel 1826. il principe Federico era un diretto discendente in linea maschile di re Federico V dalla sua seconda regina consorte Giuliana Maria di Brunswick-Wolfenbüttel. Il matrimonio unì le due linee della Casa Reale, che erano in un rapporti tesi dal 1814, e fu molto popolare: le celebrazioni pubbliche furono insolitamente vivaci, con luminarie, poemi, festeggiamenti pubblici e una fondazione, Vilhelmine-Stiftelsen, con il fine di fornire le spose di un corredo adatto. Il matrimonio ben presto si rivelò essere infelice. Ciò era dovuto specialmente a causa dello stile di vita dissoluto di Frederick, alle sue infedeltà e al suo bere pesante. Si disse che Guglielmina, anche se di buon cuore e mite, mancava di personalità ed era incapace di avere alcuna influenza su Federico, e che Federico feriva profondamente i suoi "sentimenti femminili". Il suo matrimonio infelice era anche un motivo di preoccupazione per i suoi genitori, che erano in pena per lei. La coppia si separò nel 1834, e divorziò nel 1837.

## Secondo matrimonio
Al Palazzo di Amalienborg, il 19 maggio 1838, si sposò per la seconda volta con Carlo, duca di Schleswig-Holstein-Sonderburg-Glücksburg, fratello maggiore del futuro re Cristiano IX di Danimarca, e prese residenza a Kiel. Si disse che il suo secondo matrimonio sia stato molto felice. Da entrambi i matrimoni non nacquero figli. Molti ritengono che Guglielmina fosse sterile, poiché non ci sono notizie di eventuali aborti o figli nati morti.
Durante la Prima guerra dello Schleswig (1848–1851) il suo consorte si schierò attivamente contro la Danimarca. Ciò provocò che i rapporti di Guglielmina con la famiglia reale danese fossero difficili per molto tempo. Durante la guerra visse a Dresda. Nel 1852 ci fu una riconciliazione e ella poté godere nuovamente di un rapporto stretto con la sua famiglia a Copenaghen, ritornando in Danimarca con Carlo e vivendo spesso al castello di Louisenlund. Il suo status di figlia di un benamato re e di regina maltrattata di un re vilipeso l'aiutò a riguadagnare la sua popolarità tra il popolo danese. Nel 1870 andò a risiedere nel castello di Glücksburg, dove visse per il resto della sua vita. Carlo morì nel 1878. Guglielmina trascorse la sua vecchiaia isolata, poiché aveva difficoltà a comunicare nella vita sociale dopo aver perso l'udito, ma dedicava molto tempo alle opere di beneficenza e diventò popolare a Glücksburg per questo motivo.

## Titoli e stili
- 18 gennaio 1808 – 1º novembre 1828: Sua Altezza Reale Principessa Guglielmina Maria di Danimarca e Norvegia
- 1º novembre 1828 – 4 settembre 1837: Sua Altezza Reale Principessa Federico di Danimarca
- 4 settembre 1837 – 19 maggio 1838: Sua Altezza Reale Principessa Guglielmina Maria di Danimarca e Norvegia
- 19 maggio 1838 – 24 ottobre 1878: Sua Altezza Reale La Duchessa di Schleswig-Holstein-Sonderburg-Glücksburg
- 24 ottobre 1878 – 30 maggio 1891: Sua Altezza Reale La Duchessa Vedova di Schleswig-Holstein-Sonderburg-Glücksburg

## Ascendenza
|                                   |                            |                                         | Genitori                                      |  |  | Nonni |  |  | Bisnonni                |  |  | Trisnonni                 |  |
|                                   |                            |                                         |                                               |  |  |       |  |  | Federico V di Danimarca |  |  | Cristiano VI di Danimarca |  |
|                                   |                            |                                         |                                               |  |  |       |  |  | Federico V di Danimarca |  |  | Cristiano VI di Danimarca |  |
|                                   |                            | Sofia Maddalena di Brandeburgo-Kulmbach |                                               |  |  |       |  |  | Federico V di Danimarca |  |  |                           |  |
| Cristiano VII di Danimarca        |                            |                                         |                                               |  |  |       |  |  | Federico V di Danimarca |  |  |                           |  |
|                                   |                            | Luisa di Gran Bretagna                  | Giorgio II di Gran Bretagna                   |  |  |       |  |  |                         |  |  |                           |  |
|                                   |                            | Luisa di Gran Bretagna                  | Giorgio II di Gran Bretagna                   |  |  |       |  |  |                         |  |  |                           |  |
|                                   |                            | Luisa di Gran Bretagna                  | Carolina di Brandeburgo-Ansbach               |  |  |       |  |  |                         |  |  |                           |  |
| Federico VI di Danimarca          |                            | Luisa di Gran Bretagna                  |                                               |  |  |       |  |  |                         |  |  |                           |  |
|                                   |                            | Federico, Principe del Galles           | Giorgio II di Gran Bretagna                   |  |  |       |  |  |                         |  |  |                           |  |
|                                   |                            | Federico, Principe del Galles           | Giorgio II di Gran Bretagna                   |  |  |       |  |  |                         |  |  |                           |  |
|                                   |                            | Federico, Principe del Galles           | Carolina di Brandeburgo-Ansbach               |  |  |       |  |  |                         |  |  |                           |  |
| Carolina Matilde di Gran Bretagna |                            | Federico, Principe del Galles           |                                               |  |  |       |  |  |                         |  |  |                           |  |
|                                   |                            | Augusta di Sassonia-Gotha-Altenburg     | Federico II, Duca di Sassonia-Gotha-Altenburg |  |  |       |  |  |                         |  |  |                           |  |
|                                   |                            | Augusta di Sassonia-Gotha-Altenburg     | Federico II, Duca di Sassonia-Gotha-Altenburg |  |  |       |  |  |                         |  |  |                           |  |
|                                   |                            | Augusta di Sassonia-Gotha-Altenburg     | Maddalena Augusta di Anhalt-Zerbst            |  |  |       |  |  |                         |  |  |                           |  |
| Guglielmina Maria di Danimarca    |                            | Augusta di Sassonia-Gotha-Altenburg     |                                               |  |  |       |  |  |                         |  |  |                           |  |
|                                   | Federico II d'Assia-Kassel | Guglielmo VIII d'Assia-Kassel           |                                               |  |  |       |  |  |                         |  |  |                           |  |
|                                   | Federico II d'Assia-Kassel | Guglielmo VIII d'Assia-Kassel           |                                               |  |  |       |  |  |                         |  |  |                           |  |
|                                   | Federico II d'Assia-Kassel | Dorotea Guglielmina di Sassonia-Zeitz   |                                               |  |  |       |  |  |                         |  |  |                           |  |
| Carlo d'Assia-Kassel              | Federico II d'Assia-Kassel |                                         |                                               |  |  |       |  |  |                         |  |  |                           |  |
|                                   |                            | Maria di Gran Bretagna                  | Giorgio II di Gran Bretagna                   |  |  |       |  |  |                         |  |  |                           |  |
|                                   |                            | Maria di Gran Bretagna                  | Giorgio II di Gran Bretagna                   |  |  |       |  |  |                         |  |  |                           |  |
|                                   |                            | Maria di Gran Bretagna                  | Carolina di Brandeburgo-Ansbach               |  |  |       |  |  |                         |  |  |                           |  |
| Maria Sofia d'Assia-Kassel        |                            | Maria di Gran Bretagna                  |                                               |  |  |       |  |  |                         |  |  |                           |  |
|                                   |                            | Federico V di Danimarca                 | Cristiano VI di Danimarca                     |  |  |       |  |  |                         |  |  |                           |  |
|                                   |                            | Federico V di Danimarca                 | Cristiano VI di Danimarca                     |  |  |       |  |  |                         |  |  |                           |  |
|                                   |                            | Federico V di Danimarca                 | Sofia Maddalena di Brandeburgo-Kulmbach       |  |  |       |  |  |                         |  |  |                           |  |
| Luisa di Danimarca                |                            | Federico V di Danimarca                 |                                               |  |  |       |  |  |                         |  |  |                           |  |
|                                   |                            | Luisa di Gran Bretagna                  | Giorgio II di Gran Bretagna                   |  |  |       |  |  |                         |  |  |                           |  |
|                                   |                            | Luisa di Gran Bretagna                  | Giorgio II di Gran Bretagna                   |  |  |       |  |  |                         |  |  |                           |  |
|                                   |                            | Luisa di Gran Bretagna                  | Carolina di Brandeburgo-Ansbach               |  |  |       |  |  |                         |  |  |                           |  |
|                                   |                            | Luisa di Gran Bretagna                  |                                               |  |  |       |  |  |                         |  |  |                           |  |